# جيمي كينا
جيمي كينا (بالإنجليزية: Jamie Kenna)‏ هو ممثل بريطاني ولاعب كرة قدم شبه محترف سابق، وكان سابقًا في فريق روسثال.

## وصلات خارجية
- جيمي كينا على موقع IMDb (الإنجليزية)
- جيمي كينا على موقع قاعدة بيانات الفيلم (الإنجليزية)